# Coen van Orsouw
Coen van Orsouw (Oss, 26 januari 1920 – 's-Hertogenbosch, 11 oktober 2009) was een Nederlandse accordeonist, componist en arrangeur.
Als accordeonist speelde hij met artiesten als Eddy Christiani, André van Duin, Louis Davids, Johnny Jordaan, Tante Leen, Robert Long, Toon Hermans, De Mokummers, Édith Piaf en Charles Aznavour. Hij schreef muziek voor onder andere Willy Alberti en Willeke Alberti.

## Pseudoniemen
Van Orsouw heeft onder de volgende namen gepubliceerd: Ko de Wit, Jean Rover, Guzano, Dimitri Kratos en Conrad Orsowsky.

## Composities (selectie)
- De visclub
- Het orgeltje van den langen Daan
- Wind in de zeilen
- M'n oude harmonica
- Hongaria
- Recruten polka
- De vrolijke Bosschenaar